# Гамзатова, Хаписат Магомедовна
Хаписа́т Магоме́довна Гамза́това (13 октября 1941, село Дылым, Казбековский район, Дагестанская АССР — 20 декабря 2017, там же) — советский и российский политический деятель. Депутат Государственной думы третьего созыва (1999—2003), член фракции КПРФ. Аварка по национальности.

## Биография
В 1963 году окончила пищевой факультет Дагестанского государственного университета. В 1963—1966 годах — бригадир-технолог, химик-аналитик, заведующая лабораторией Хасавюртовского консервного завода.
С 1966 года — заведующая промышленно-транспортным отделом Хасавюртовского горкома КПСС; в 1969—1971 годах — заместитель председателя исполкома Хасавюртовского городского Совета; с 1971 года — секретарь, второй секретарь Хасавюртовского горкома КПСС; в 1981—1984 годах — первый секретарь Казбековского райкома КПСС. В 1984—1992 годах — заместитель председателя Совета Министров Дагестанской АССР. Окончила заочную высшую партийную школу при ЦК КПСС.
В 1992—1996 годах — министр информации и печати Правительства Республики Дагестан. С 1996 года — помощник президента ОАО «Дагсвязьинформ» (г. Махачкала).
Избиралась депутатом Верховного Совета ДАССР двух созывов, с 19 декабря 1999 года избрана депутатом Государственной думы третьего созыва. Вошла во фракцию КПРФ. Была членом Комитета по культуре и туризму, членом Комиссии по содействию политическому урегулированию и соблюдению прав человека в Чеченской Республике.
С 1997 года — член Центрального комитета КПРФ.

## Награды
- Орден «За заслуги перед Республикой Дагестан» (2011)[2] .
- Орденом «Знак Почёта».